# Grote kauailijster
De grote kauailijster (Myadestes myadestinus) is een uitgestorven zangvogel uit de familie Turdidae (lijsters).

## Verspreiding en leefgebied
Deze soort was endemisch op Kauai, een eiland uit de Hawaï-archipel.